# Infanta (Quezon)
Infanta is een gemeente in de Filipijnse provincie Quezon op het eiland Luzon. Bij de laatste census in 2010 telde de gemeente bijna 65 duizend inwoners.

## Geografie

### Bestuurlijke indeling
Infanta is onderverdeeld in de volgende 36 barangays:
| - Abiawin - Agus-agos - Alitas - Amolongin - Anibong - Antikin - Bacong - Balobo - Banugao - Batican - Binonoan - Binulasan | - Boboin - Catambungan - Cawaynin - Comon - Dinahican - Gumian - Ilog - Ingas - Langgas - Libjo - Lual - Magsaysay | - Maypulot - Miswa - Pilaway - Pinaglapatan - Poblacion 1 - Poblacion 38 - Poblacion 39 - Poblacion Bantilan - Pulo - Silangan - Tongohin - Tudturan |

## Demografie
Infanta had bij de census van 2010 een inwoneraantal van 64.818 mensen. Dit waren 4.472 mensen (7,4%) meer dan bij de vorige census van 2007. Ten opzichte van de census van 2000 was het aantal inwoners gegroeid met 13.826 mensen (27,1%). De gemiddelde jaarlijkse groei in die periode kwam daarmee uit op 2,43%, hetgeen hoger was dan het landelijk jaarlijks gemiddelde over deze periode (1,90%).

De bevolkingsdichtheid van Infanta was ten tijde van de laatste census, met 64.818 inwoners op 342,76 km², 189,1 mensen per km².